# Bojnitsa
Bojnitsa (bulgariska: Бойница) är en ort i Bulgarien.   Den ligger i kommunen Obsjtina Bojnitsa och regionen Vidin, i den nordvästra delen av landet, 150 km norr om huvudstaden Sofia. Bojnitsa ligger 280 meter över havet och antalet invånare är 884.
Terrängen runt Bojnitsa är platt, och sluttar österut. Runt Bojnitsa är det glesbefolkat, med 18 invånare per kvadratkilometer.. Närmaste större samhälle är Kula, 7,5 km söder om Bojnitsa.
Omgivningarna runt Bojnitsa är en mosaik av jordbruksmark och naturlig växtlighet.